# Briefmarken-Jahrgang 1963 der Deutschen Post der DDR

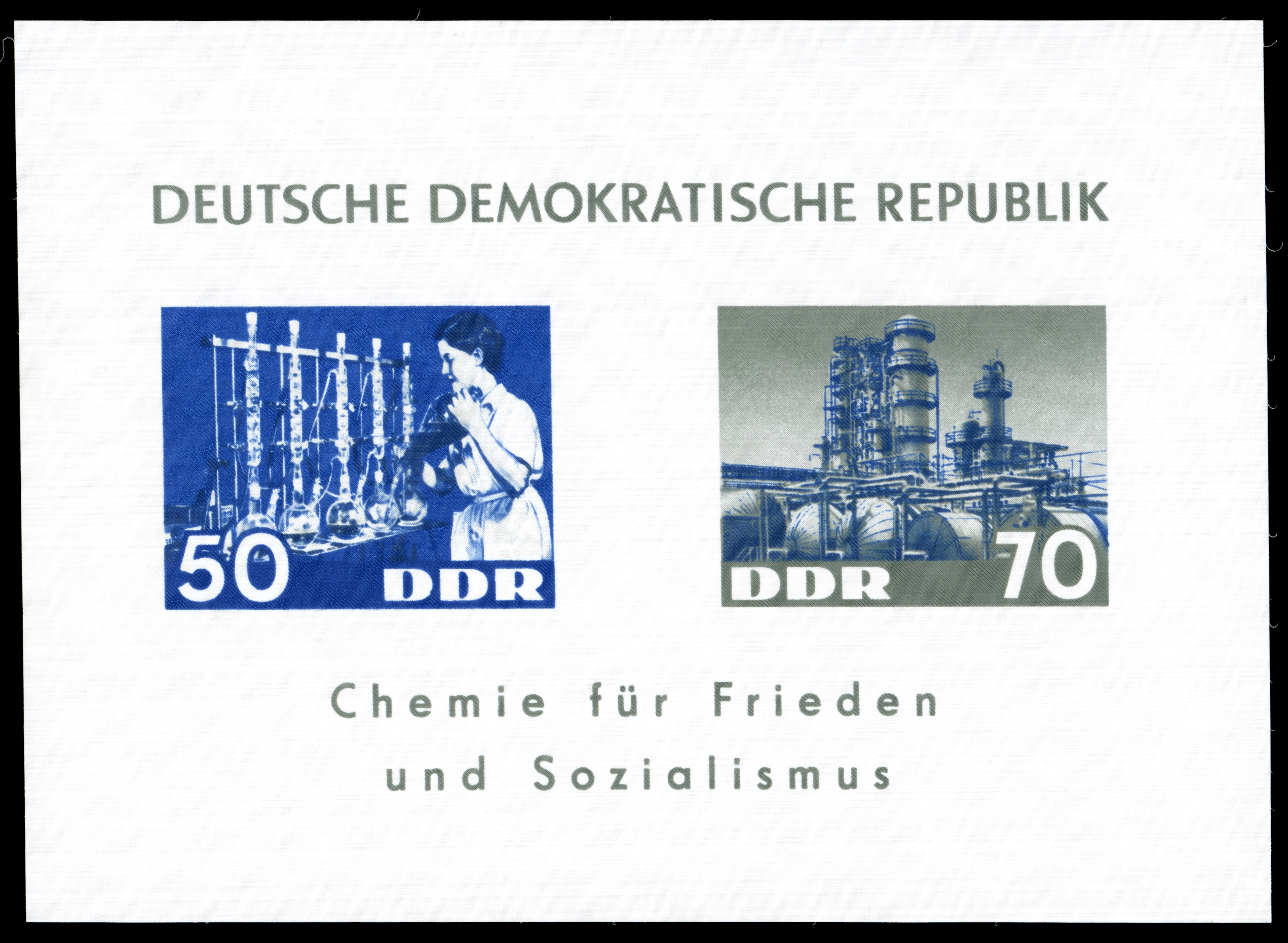
Blockausgabe
Chemische Industrie der DDR
(105 × 74 mm, Michel Blocknummer 18)

Der Briefmarken-Jahrgang 1963 der Deutschen Post der DDR wurde 1963 durch die Deutsche Post emittiert. Wie im Briefmarken-Jahrgang 1962 wurde 1963 ein Block ausgegeben. Vier Briefmarken gelangten in zwei waagerechten Zusammendrucken sowie zehn Werte mit einem thematisch gestalteten Nebenfeld an die Postschalter. Einen weiteren Kleinbogen gab es erst im nächsten Markenjahr.
Zum Jahrgang gehören 61 Sondermarken und ein Block mit insgesamt 63 Motiven sowie sieben Dauermarken in zwei Zeichnungen. Der Ausgabeumfang entsprach damit in etwa dem Vorjahr (1962: 65 Werte). Bei 14 Sondermarken musste ein Zuschlag zwischen 5 und 20 Pfennigen (insgesamt 1,15 Mark) bezahlt werden. Der Nominalwert der Ausgaben betrug 19,45 Mark.
Seit 1955 wurden bei den meisten Sonderbriefmarkensätzen in der Regel ein Wert sowie fast alle Blocks und die ab 1962 erschienenen Kleinbogenausgaben in deutlich reduzierter Auflage gedruckt. Diese sogenannten Werte in geringer Auflage waren, abgesehen von einer in der Regel auf zwei Stück pro Postkunde begrenzten Abgabe am ersten Ausgabetag und am ersten Tag nach Ablauf der Abholfrist, nur mit einem Sammlerausweis an den Postschaltern oder über einen zu beantragenden Direktbezug bei der Versandstelle der Deutschen Post in Berlin erhältlich. In diesem Markenjahr betrug die Auflagenhöhe dieser Werte 1 100 000 oder 1 200 000 Stück.
Alle Marken dieses Jahrgangs wurden auf Papier mit dem Wasserzeichen Nr. 3 (DDR um Kreuzblume) gedruckt, lediglich bei den langjährig nachgedruckten Dauerserienwerten zu 50 und 70 Pfennig kam es bei Teilauflagen von 1967 durch eine Papierverwechslung zum Druck auf Papier mit dem Wasserzeichen Nr. 1 (Kreuzblumen). Der Block weist kein Wasserzeichen auf. Die Ausgaben waren, bis auf die bis zum 2. Oktober 1990 verwendbaren Dauermarken, bis zum 31. März 1965 frankaturgültig.

## Besonderheiten
Sondermarken
Die seit 1962 dreiwertigen Messemarkensätze wurden auch 1963 beibehalten. Erstmals erschien eine Ausgabe zu einem SED-Parteitag, noch mit nur einer Marke – 1967 sollten es zum VII. Parteitag schon 2 Sätze mit insgesamt 8 Werten sein. Mehrere Ausgaben waren wieder dem Sport gewidmet, der für die DDR aufgrund seiner internationalen Ausstrahlung von wachsender politischer Bedeutung geworden war: Die Marken für die Olympischen Winterspiele 1964 gelangten schon zum Jahresende an die Schalter, dann wurde die Sportthematik mit Marken zum Deutschen Turn- und Sportfest, zu den in der DDR ausgetragenen Läufen der Weltmeisterschaften im Motorradrennen und Motocross sowie zum 100. Geburtstag Pierre de Coubertins, dem Begründer der Olympischen Spiele der Neuzeit, fortgesetzt. Schließlich wiesen auch die – wie im Vorjahr mit zwei Sätzen – erschienenen Zuschlagsmarken der Serie „Erhaltung nationaler Gedenkstätten in ehemaligen Konzentrationslagern“, die seit Mitte der 1950er Jahre lief und in diesem Jahr den während der nationalsozialistischen Herrschaft ermordeten Sportlern gewidmet war, Nebenfelder mit Sportmotiven auf. Die chemische Industrie hatte für die DDR-Wirtschaft schon aus der Wirtschaftstradition heraus fundamentale Bedeutung. Nachdem diese bereits 1960 mit einem vierwertigen Markensatz postalisch gewürdigt worden war, gelangte 1963 ein nichtgummierter, auf Dederon-Gewebe gedruckter Block an die Schalter. Begonnen wurde in diesem Jahr die bis 1989 mit jeweils einem Wert laufende Serie „Internationale Mahn- und Gedenkstätten“.
Eine abschließende motivliche Fortsetzung fand die erst 1962 begonnene Serie „Geschützte Tiere“. Daneben gab es unter anderen Ausgaben zum 150. Jahrestag der Befreiungskriege, zu Geburtstagsjubiläen deutscher Schriftsteller und Opernkomponisten, zum DDR-Besuch sowjetischer Kosmonauten und zur internationalen Bekämpfung der Malaria.
Dauermarken
Mit 5 Portostufen wurden zunächst die Pfennigwerte der 1961 gestarteten Dauerserie „Walter Ulbricht“ ergänzt. Mit den zu dieser Serie auch ausgegebenen zwei Markwerten mit der Währungsangabe „DM“ lagen erstmals seit 1958 die hohen Dauerseriennominale in neuer Gestaltung vor. Die 1-DM-Pieckmarke der Vorgängerserie von 1957 war bereits zum 31. März 1962 außer Kurs gesetzt worden, wohingegen ihr 2-DM-Nominal noch bis zum 2. Oktober 1990 parallel zu den Ulbricht-Werten gültig blieb.

## Liste der Ausgaben und Motive
Legende
- Bild: Eine bearbeitete Abbildung der genannten Marke. Das Verhältnis der Größe der Briefmarken zueinander ist in diesem Artikel annähernd maßstabsgerecht dargestellt. Sollten keine Marken abgebildet sein, liegt es daran, dass das Urheberrecht des Künstlers noch nicht erloschen ist.
- Beschreibung: Eine Kurzbeschreibung des Motivs und/oder des Ausgabegrundes. Bei ausgegebenen Serien oder Blocks werden die zusammengehörigen Beschreibungen mit einer Markierung versehen eingerückt.
- Wert: Der Frankaturwert der einzelnen Marke in Pfennig. Ein „+“ bedeutet, dass es sich um eine Zuschlagsmarke handelt (= Frankaturwert + Spende).
- Ausgabedatum: Das Datum des erstmaligen Verkaufs dieser Briefmarke.
- Gültig bis: Das Datum, an dem die Gültigkeit endete.
- Auflage: Soweit bekannt, wird hier die zum Verkauf angebotene Anzahl dieser Ausgabe angegeben.
- Entwurf: Soweit bekannt, wird hier angegeben, von wem der Entwurf dieser Marke stammt.
- Mi.-Nr.: Diese Briefmarke wird im Michel-Katalog unter der entsprechenden Nummer gelistet.

| Sondermarken | |                                                 |                     |                 |             |                                    |                |
| Bild         | Beschreibung | Wert                                            | Ausgabedatum (1963) | Gültig bis      | Auflage     | Entwurf                            | Mi.-Nr.        |
|              | 100. Geburtstag von Pierre de Coubertin - Porträt Pierre de Coubertins | 20                                              | 2. Januar           | 31. März 1965   | 22.000.000  | Axel Bengs, Rudolf Skribelka       | 939            |
|              | - Olympiastadion, Athen | 25                                              | 2. Januar           | 31. März 1965   | 1.100.000   | Axel Bengs, Rudolf Skribelka       | 940            |
|              | VI. Parteitag der Sozialistischen Einheitspartei Deutschlands (SED) - VI. Parteitagsemblem vor Roter Fahne | 10                                              | 15. Januar          | 31. März 1965   | 1.100.000   | Karl Sauer                         | 941            |
|              | Kampf gegen die Malaria - Schädlingsbekämpfer mit Spritzgerät vor Weltkarte | 20                                              | 6. Februar          | 31. März 1965   | 6.000.000   | Klaus Hennig, Dietrich Dorfstecher | 942            |
|              | - Rotes Kreuz mit Äskulapstab vor Weltkarte | 25                                              | 6. Februar          | 31. März 1965   | 3.000.000   | Klaus Hennig, Dietrich Dorfstecher | 943            |
|              | - Gefleckte Malariamücke (Anopheles maculipernis) im gelben Kreuz vor Weltkarte | 50                                              | 6. Februar          | 31. März 1965   | 1.100.000   | Klaus Hennig, Dietrich Dorfstecher | 944            |
|              | Internationale Rauchwarenauktion - Silberfuchs (Canis vulpes) | 20                                              | 14. Februar         | 31. März 1965   | 7.000.000   | Klaus Hennig, Gerhard Stauf        | 945            |
|              | - Karakulschaf (Ovis ammon) | 25                                              | 14. Februar         | 31. März 1965   | 1.100.000   | Klaus Hennig, Gerhard Stauf        | 946            |
|              | Leipziger Frühjahrsmesse 1963 - Barthels Hof, Messezeichen | 10                                              | 26. Februar         | 31. März 1965   | 6.000.000   | Dietrich Dorfstecher               | 947            |
|              | - Neues Rathaus, Messezeichen | 20                                              | 26. Februar         | 31. März 1965   | 6.000.000   | Dietrich Dorfstecher               | 948            |
|              | - Krochhochhaus, Messezeichen | 25                                              | 26. Februar         | 31. März 1965   | 4.000.000   | Dietrich Dorfstecher               | 949            |
|              | Chemische Industrie (Block 18), geschnitten, 105 × 74 mm - Laborantin an modernen labortechnischen Anlagen | 50                                              | 12. März            | 31. März 1965   | 1.100.000   | Deutsche Wertpapierdruckerei       | 950 (Block 18) |
|              | - Destillationskolonne der Petrolchemie | 70                                              | 12. März            | 31. März 1965   | 1.100.000   | Deutsche Wertpapierdruckerei       | 951 (Block 18) |
|              | Berühmte Deutsche Schriftsteller und Opernkomponisten - Schriftsteller Johann Gottfried Seume, Szene aus Spaziergang nach Syrakus im Jahre 1802                                                               | 5                                               | 1. März             | 31. März 1965   | 5.000.000   | Ingeborg Friebel                   | 952            |
|              | - Dichter Friedrich Hebbel, Szene aus dem Drama Maria Magdalena | 10                                              | 1. März             | 31. März 1965   | 5.000.000   | Ingeborg Friebel                   | 953            |
|              | - Schriftsteller Georg Büchner, Szene aus dem Drama Woyzeck | 20                                              | 1. März             | 31. März 1965   | 7.000.000   | Ingeborg Friebel                   | 954            |
|              | - Komponist Richard Wagner, Szene aus der Oper Der fliegende Holländer | 25                                              | 1. März             | 31. März 1965   | 1.100.000   | Ingeborg Friebel                   | 955            |
|              | 100 Jahre Internationales Rotes Kreuz - Rotkreuz-Schwester beim Anlegen eines Verbandes | 10                                              | 14. Mai             | 31. März 1965   | 1.100.000   | Hajo Rose                          | 956            |
|              | - Krankentransportfahrzeug Barkas B 1000, Poliklinik | 20                                              | 14. Mai             | 31. März 1965   | 6.000.000   | Hajo Rose                          | 957            |
|              | Erhaltung der Nationalen Mahn- und Gedenkstätten: Sportler, KZ-Opfer (I) Diese Marke wurde als Zusammendruck mit einem rechts anliegenden Zierfeld ausgegeben: - Walter Bohne (1903–1944), Langstreckenläufer | 5+5                                             | 27. Mai             | 31. März 1965   | 2.500.000   | Gerhard Stauf                      | 958            |
|              | Diese Marke wurde als Zusammendruck mit einem rechts anliegenden Zierfeld ausgegeben: - Werner Seelenbinder (1904–1944), Ringer                                                                               | 10+5                                            | 27. Mai             | 31. März 1965   | 3.000.000   | Gerhard Stauf                      | 959            |
|              | Diese Marke wurde als Zusammendruck mit einem rechts anliegenden Zierfeld ausgegeben: - Albert Richter (1912–1940), Radrennfahrer                                                                             | 15+5                                            | 27. Mai             | 31. März 1965   | 2.500.000   | Gerhard Stauf                      | 960            |
|              | Diese Marke wurde als Zusammendruck mit einem rechts anliegenden Zierfeld ausgegeben: - Heinz Steyer (1909–1944), Fußballspieler                                                                              | 20+10                                           | 27. Mai             | 31. März 1965   | 3.000.000   | Gerhard Stauf                      | 961            |
|              | Diese Marke wurde als Zusammendruck mit einem rechts anliegenden Zierfeld ausgegeben: - Kurt Schlosser (1900–1944), Bergsteiger                                                                               | 25+10                                           | 27. Mai             | 31. März 1965   | 1.100.000   | Gerhard Stauf                      | 962            |
|              | Deutsches Turn- und Sportfest Leipzig - Turnen an Holmen | 10+5                                            | 13. Juni            | 31. März 1965   | 3.000.000   | Lothar Grünewald                   | 963            |
|              | - Gymnastik mit Bändern | 20+10                                           | 13. Juni            | 31. März 1965   | 3.000.000   | Lothar Grünewald                   | 964            |
|              | - Staffellauf der Männer | 25+10                                           | 13. Juni            | 31. März 1965   | 1.100.000   | Lothar Grünewald                   | 965            |
|              | 75. Jahre Kampflied der internationalen sozialistischen Arbeiterbewegung „Die Internationale“ - Porträt des Textdichters Eugène Pottier vor Noten des Vorspiels und der Anfangstakte                          | 20                                              | 18. Juni            | 31. März 1965   | 22.000.000  | Kosak                              | 966            |
|              | - Porträt des Komponisten Pierre Degeyter vor Noten des Vorspiels und den Anfangstakten | 25                                              | 18. Juni            | 31. März 1965   | 1.100.000   | Kosak                              | 967            |
|              | Gruppenflug der Raumschiffe Wostok 5 und 6 Diese und die folgende Marke wurden als Zusammendruck ausgegeben: - Walentina Tereschkowa im Raumanzug, Wostok 6 vor Teil der Erdkugel                             | 20                                              | 18. Juli            | 31. März 1965   | 9.500.000   | Hans Georg Urbschat                | 970            |
|              | - Waleri Bykowski im Raumanzug, Wostok 5 vor Teil der Erdkugel | 20                                              | 18. Juli            | 31. März 1965   | 9.500.000   | Hans Georg Urbschat                | 971            |
|              | II. Weltmeisterschaftslauf im Motocross in Apolda, III. Weltmeisterschaftslauf für Motorräder 1963 auf dem Sachsenring - Motocross, 250-cm³-Klasse                                                            | 10                                              | 30. Juli            | 31. März 1965   | 1.100.000   | Fritz Deutschendorf                | 972            |
|              | - Motorradrennen, 125-cm³-Klasse | 20                                              | 30. Juli            | 31. März 1965   | 5.500.000   | Fritz Deutschendorf                | 973            |
|              | - Motorradrennen, 250-cm³-Klasse | 25                                              | 30. Juli            | 31. März 1965   | 3.500.000   | Fritz Deutschendorf                | 974            |
|              | Internationale Mahn- und Gedenkstätten (I) - Denkmal mit Flammenschale, Treblinka (Polen) | 20                                              | 20. August          | 31. März 1965   | 8.000.000   | Peterpaul Weiß                     | 975            |
|              | Leipziger Herbstmesse 1963 Diese und die folgende Marke wurden als Zusammendruck ausgegeben: - Pkw, Triebwagen und Messezeichen vor Erdkugelhälfte                                                            | 10                                              | 27. August          | 31. März 1965   | 8.000.000   | Dietrich Dorfstecher               | 976            |
|              | - Verkehrsflugzeug, Autobus und Messezeichen vor Erdkugelhälfte | 10                                              | 27. August          | 31. März 1965   | 8.000.000   | Dietrich Dorfstecher               | 977            |
|              | Geschützte Tiere (II) - Hirschkäfer (Lucanus cervus) | 10                                              | 10. September       | 31. März 1965   | 13.000.000  | Horst Naumann                      | 978            |
|              | - Fleckenstreifiger Feuersalamander (Salamandra salamandra terrestris) | 20                                              | 10. September       | 31. März 1965   | 9.000.000   | Horst Naumann                      | 979            |
|              | - Europäische Sumpfschildkröte (Emys orbicularis) | 30                                              | 10. September       | 31. März 1965   | 3.000.000   | Horst Naumann                      | 980            |
|              | - Wechselkröte (Bufo Verida) | 50                                              | 10. September       | 31. März 1965   | 1.100.000   | Horst Naumann                      | 981            |
|              | - Braunbrustigel (Erinaceus europaeus) | 70                                              | 10. September       | 31. März 1965   | 3.000.000   | Horst Naumann                      | 982            |
|              | Erhaltung der Nationalen Mahn- und Gedenkstätten: Sportler, KZ-Opfer (II) Diese Marke wurde als Zusammendruck mit einem rechts anliegenden Zierfeld ausgegeben: - Hermann Tops (1897–1944), Turner            | 5+5                                             | 24. September       | 31. März 1965   | 2.500.000   | Gerhard Stauf                      | 983            |
|              | Diese Marke wurde als Zusammendruck mit einem rechts anliegenden Zierfeld ausgegeben: - Käthe Tucholla (1910–1943), Hockeyspielerin                                                                           | 10+5                                            | 24. September       | 31. März 1965   | 3.000.000   | Gerhard Stauf                      | 984            |
|              | Diese Marke wurde als Zusammendruck mit einem rechts anliegenden Zierfeld ausgegeben: - Rudolf Seiffert (1908–1945), Schwimmer                                                                                | 15+5                                            | 24. September       | 31. März 1965   | 2.500.000   | Gerhard Stauf                      | 985            |
|              | Diese Marke wurde als Zusammendruck mit einem rechts anliegenden Zierfeld ausgegeben: - Ernst Grube (1890–1945), Turner                                                                                       | 20+10                                           | 24. September       | 31. März 1965   | 3.000.000   | Gerhard Stauf                      | 986            |
|              | Diese Marke wurde als Zusammendruck mit einem rechts anliegenden Zierfeld ausgegeben: - Kurt Biedermann (1903–1942), Wildwasserkanute                                                                         | 40+20                                           | 24. September       | 31. März 1965   | 1.000.000   | Gerhard Stauf                      | 987            |
|              | 150. Jahrestag der Befreiungskriege - Preußischer Heerführer August Neidhardt von Gneisenau, preußischer Generalfeldmarschall Gebhard Leberecht von Blücher                                                   | 5                                               | 10. Oktober         | 31. März 1965   | 13.000.000  | Horst Naumann                      | 988            |
|              | - Kosaken und Landwehr auf dem Berliner Kreuzberg | 10                                              | 10. Oktober         | 31. März 1965   | 9.000.000   | Horst Naumann                      | 989            |
|              | - Dichter Ernst Moritz Arndt, preußischer Staatsmann Stein | 20                                              | 10. Oktober         | 31. März 1965   | 3.000.000   | Horst Naumann                      | 990            |
|              | - Freischar von Adolf Wilhelm von Lützow (Gemälde von Hans Kohlschein) | 25                                              | 10. Oktober         | 31. März 1965   | 1.100.000   | Horst Naumann                      | 991            |
|              | - preußischer General Gerhard von Scharnhorst, russischer Feldmarschall Fürst Michail Illarionowitsch Kutusow                                                                                                 | 40                                              | 10. Oktober         | 31. März 1965   | 1.200.000   | Horst Naumann                      | 992            |
|              | Besuch sowjetischer Kosmonauten in der DDR - Kosmonautin Walentina Tereschkowa, Raumschiff nach dem Start | 10                                              | 17. Oktober         | 31. März 1965   | 6.000.000   | Karl Sauer                         | 993            |
|              | - Kosmonautin Walentina Tereschkowa vor Kundgebung und Umrisskarte der DDR | 20                                              | 17. Oktober         | 31. März 1965   | 6.000.000   | Karl Sauer                         | 994            |
|              | - Kosmonaut J. Gagarin, vor Kundgebung und Umrisskarte der DDR | 20                                              | 19. November        | 31. März 1965   | 6.000.000   | Karl Sauer                         | 995            |
|              | - Kosmonautin Walentina Tereschkowa im Raumanzug, Blick durch das Bordfenster eines Raumschiffs | 25                                              | 17. Oktober         | 31. März 1965   | 1.200.000   | Karl Sauer                         | 996            |
|              | Reichspogromnacht - Brennende Synagoge, mit Kette umwundener Davidstern | 10                                              | 8. November         | 31. März 1965   | 5.000.000   | Karl Sauer, Horst Naumann          | 997            |
|              | Tag der Briefmarke - Briefverteilmaschine, Posthorn | 10                                              | 25. November        | 31. März 1965   | 1.100.000   | Dietrich Dorfstecher               | 998            |
|              | - Gabelstapler mit Rollpalette, Bahnpostwagen, Posthorn | 20                                              | 25. November        | 31. März 1965   | 6.000.000   | Dietrich Dorfstecher               | 999            |
|              | Olympische Winterspiele 1964 in Innsbruck, Skispringen - Anlauf | 5                                               | 18. Dezember        | 31. März 1965   | 1.100.000   | Oswin Volkamer                     | 1000           |
|              | - Absprung | 10                                              | 18. Dezember        | 31. März 1965   | 8.000.000   | Oswin Volkamer                     | 1001           |
|              | - Flugphase | 20+10                                           | 18. Dezember        | 31. März 1965   | 8.000.000   | Oswin Volkamer                     | 1002           |
|              | - Aufsprung | 25                                              | 18. Dezember        | 31. März 1965   | 7.000.000   | Oswin Volkamer                     | 1003           |
| Dauermarken  | |                                                 |                     |                 |             |                                    |                |
| Bild         | Beschreibung | Wert in Pfennig (wenn nichts anderes angegeben) | Ausgabe- datum      | Gültig bis      | Auflage     | Entwurf                            | Mi.-Nr         |
|              | Dauermarkenserie: Staatsratsvorsitzender Walter Ulbricht (II) - Porträt von Walter Ulbricht | 25                                              | 2. Januar           | 2. Oktober 1990 | 144.770.000 | Deutsche Wertpapierdruckerei       | 934            |
|              | - Porträt von Walter Ulbricht | 30                                              | 2. Januar           | 2. Oktober 1990 | 165.120.000 | Deutsche Wertpapierdruckerei       | 935            |
|              | - Porträt von Walter Ulbricht | 40                                              | 2. Januar           | 2. Oktober 1990 | 273.380.000 | Deutsche Wertpapierdruckerei       | 936            |
|              | - Porträt von Walter Ulbricht | 50                                              | 11. Februar         | 2. Oktober 1990 | 188.800.000 | Deutsche Wertpapierdruckerei       | 937            |
|              | - Porträt von Walter Ulbricht | 70                                              | 11. Februar         | 2. Oktober 1990 | 280.940.000 | Deutsche Wertpapierdruckerei       | 938            |
|              | Dauermarkenserie: Staatsratsvorsitzender Walter Ulbricht, Großformat (I) - Porträt von Walter Ulbricht | 1 DM                                            | 25. Juni            | 2. Oktober 1990 | 57.385.000  | Karl Wolf                          | 968            |
|              | - Porträt von Walter Ulbricht | 2 DM                                            | 25. Juni            | 2. Oktober 1990 | 29.882.000  | Karl Wolf                          | 969            |

## Zusammendrucke

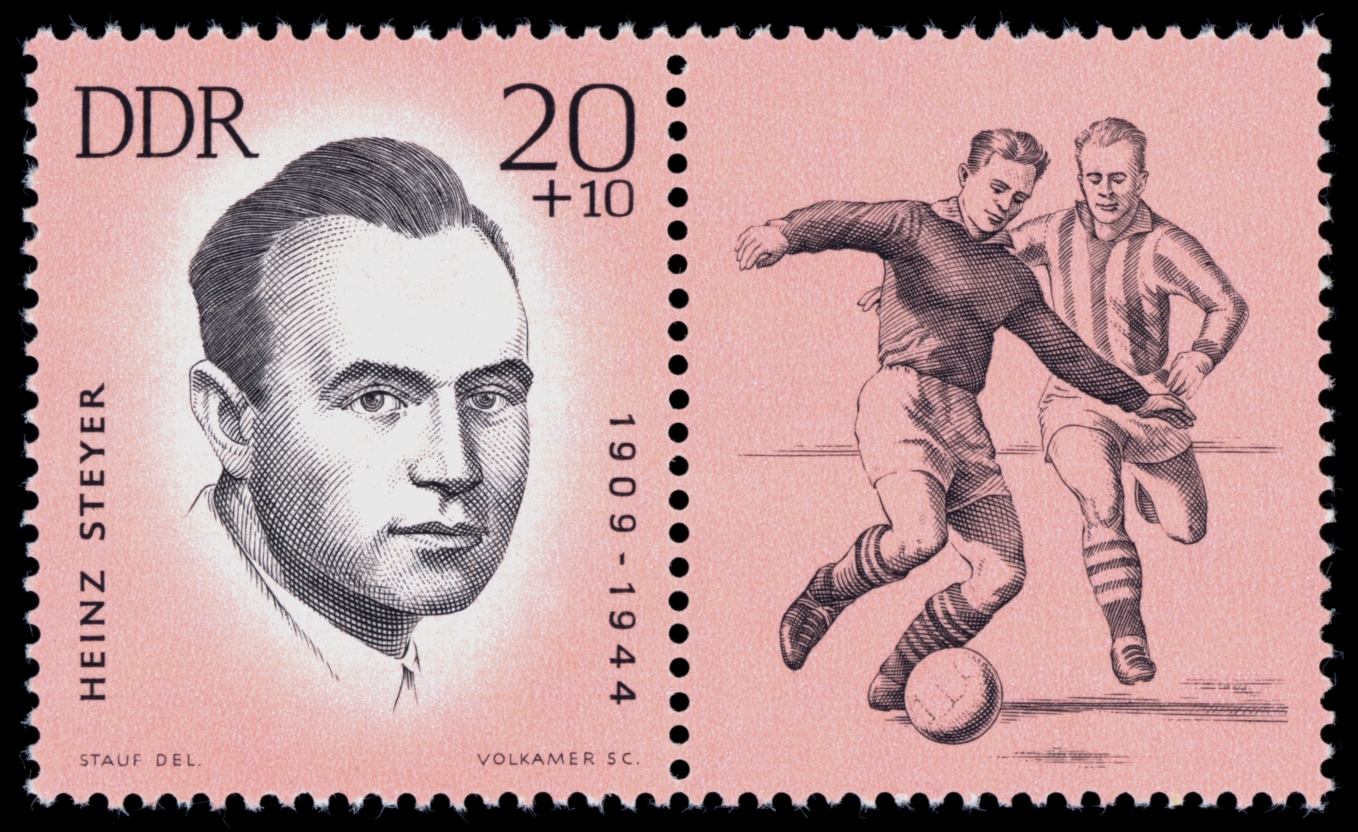
Heinz Steyer (1909–1944), Fußballspieler
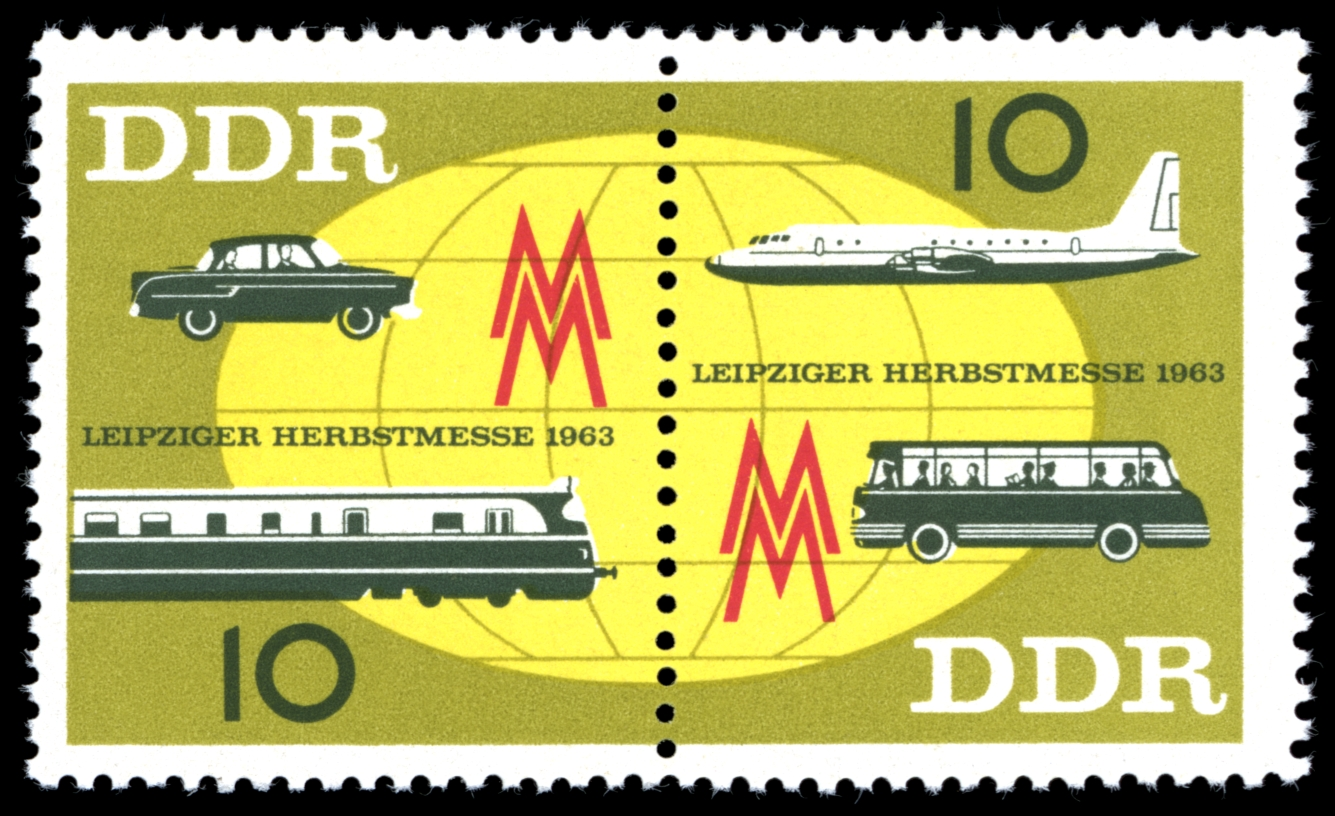
Leipziger Herbstmesse 1963
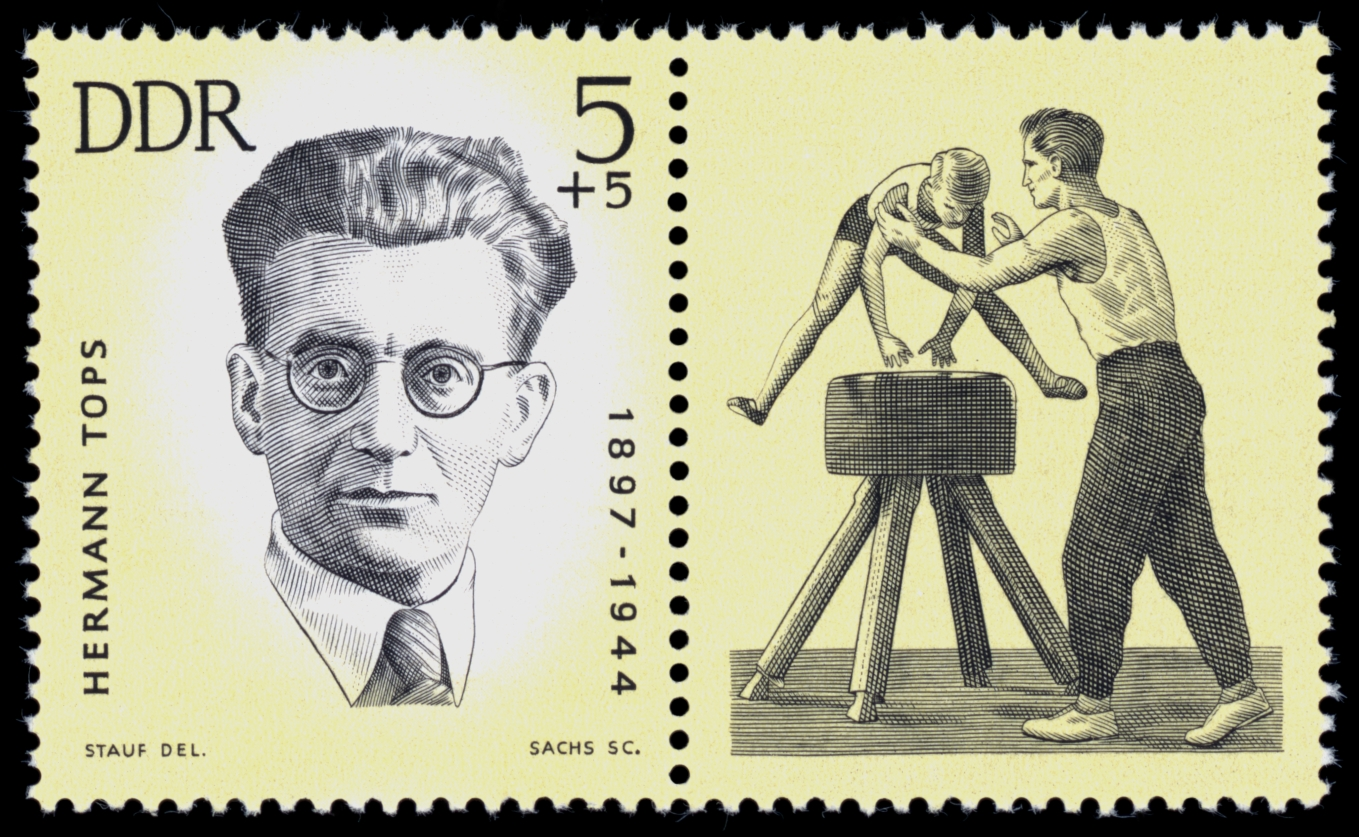
Hermann Tops (1897–1944), Turner
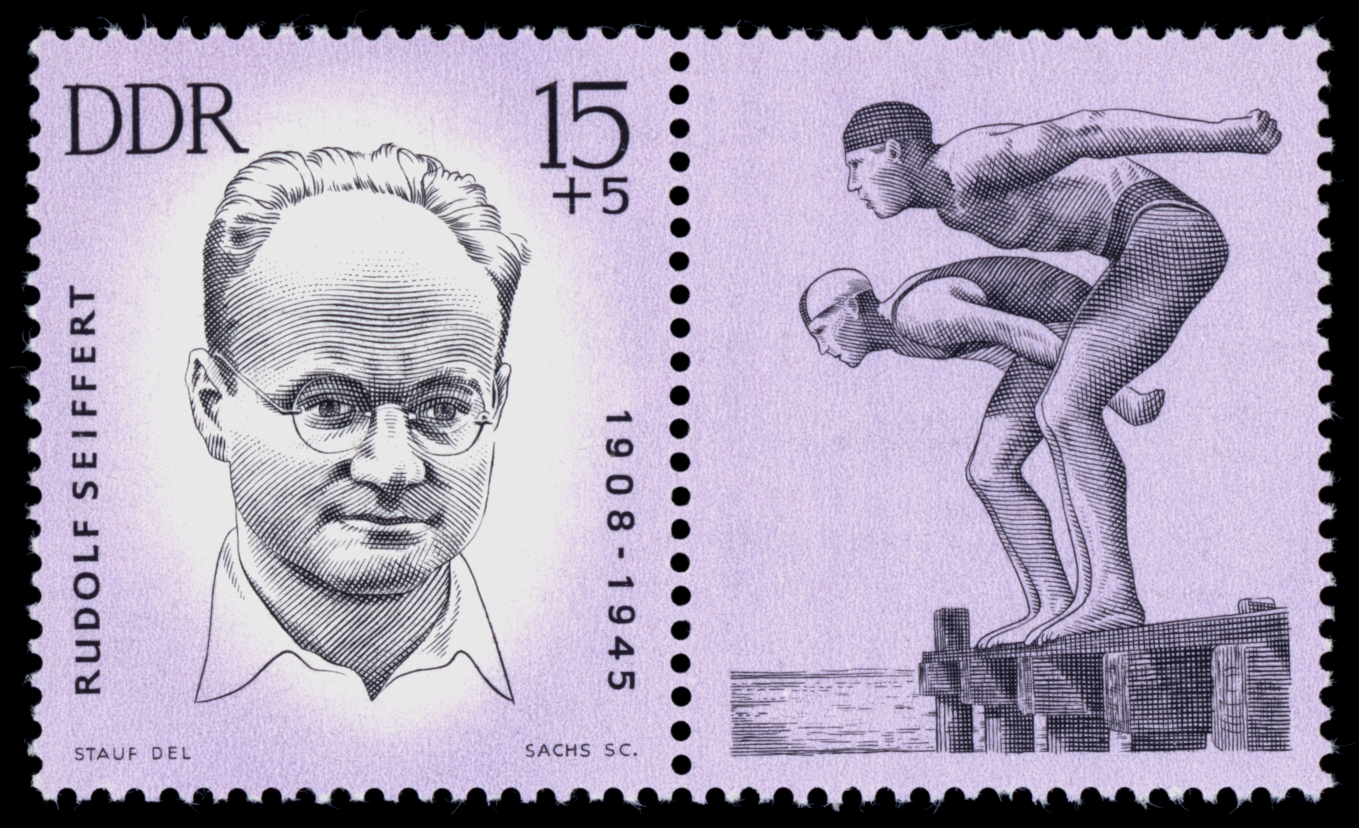
Rudolf Seiffert (1908–1945), Schwimmer

## Belege
1. ↑  Eine erste Ausgabe in derselben Gestaltung war 1962 erschienen.
2. 1 2  Angegeben ist die Gesamtausgabe. Diese Briefmarken erschienen 1963 mit der Währungsbezeichnung Deutsche Mark der Deutschen Notenbank; spätere ähnliche Ausgaben trugen die Bezeichnung Mark der Deutschen Notenbank (1965) und Mark der DDR(1969).